# Serie A2 1986-1987 (pallanuoto maschile)
La Serie A2 1986-1987 è stata la terza edizione di questo torneo, il secondo livello del campionato italiano di pallanuoto maschile.

Il Volturno si impone davanti al Como ed entrambe le formazioni accedono ai quarti dei Play off scudetto, conquistando la promozione nella massima serie per la prima volta nella loro storia.

## Classifica finale
|  |     | Serie A2 '85-'86   | Pt | G  | V | N | P | GF | GS | DR |
|  | --- | ------------------ | -- | -- | - | - | - | -- | -- | -- |
|  | 1.  | Volturno           | 36 | 22 |   |   |   |    |    |    |
|  | 2.  | Como               | 34 | 22 |   |   |   |    |    |    |
|  | 3.  | Lazio              | 32 | 22 |   |   |   |    |    |    |
|  | 4.  | Nervi              | 32 | 22 |   |   |   |    |    |    |
|  | 5.  | Sturla             | 22 | 22 |   |   |   |    |    |    |
|  | 6.  | Vomero             | 22 | 22 |   |   |   |    |    |    |
|  | 7.  | Sori               | 21 | 22 |   |   |   |    |    |    |
|  | 8.  | Calidarium Palermo | 19 | 22 |   |   |   |    |    |    |
|  | 9.  | Cagliari           | 16 | 22 |   |   |   |    |    |    |
|  | 10. | Bologna            | 13 | 22 |   |   |   |    |    |    |
|  | 11. | Torino '81         | 10 | 22 |   |   |   |    |    |    |
|  | 12. | Napoli             | 7  | 22 |   |   |   |    |    |    |

## Verdetti
- Volturno e Como promosse in serie A1 e ammesse ai Play-off Scudetto
- Rari Nantes Bologna, Torino '81 e Rari Nantes Napoli retrocesse in Serie B